# Parafia św. Anny i Najświętszej Maryi Panny Matki Miłosierdzia w Wartkowicach
Parafia pw. Świętej Anny i Najświętszej Maryi Panny Matki Miłosierdzia w Wartkowicach – parafia rzymskokatolicka znajdująca się w archidiecezji łódzkiej w dekanacie poddębickim. Parafię prowadzą księża archidiecezjalni.